# Bollywood Movie Award/Bester Ton
Der Bollywood Movie Award Best Sound ist eine Kategorie des jährlichen Bollywood Movie Awards für indische Filme in Hindi.
Liste der Preisträger:
| Jahr | Film                   | Gewinner       |
| ---- | ---------------------- | -------------- |
| 1999 | kein Preis             | kein Preis     |
| 2000 | kein Preis             | kein Preis     |
| 2001 | kein Preis             | kein Preis     |
| 2002 | kein Preis             | kein Preis     |
| 2003 | kein Preis             | kein Preis     |
| 2004 | kein Preis             | kein Preis     |
| 2005 | kein Preis             | kein Preis     |
| 2006 | kein Preis             | kein Preis     |
| 2007 | Dhoom – Back in Action | Dwarak Warrier |